# 苗其秀
苗其秀（Bishop Anton Theodor Fortunatus Spruit, O.F.M.，1880年7月11日—1943年7月12日）天主教潞安府宗座代牧区代牧主教(1927.11.22 – 1943.07.12)。天主教潞安府代牧区代牧主教(1927年11月22日–1943年7月12日)。
1880年7月11日，苗其秀出生于荷兰烏德勒支省奥德瓦特。1899年（18岁）入方济各会。1906年3月25日（23岁）在韦尔特晋升神父。1907年5月16日受差遣前往中国传教，在湖北省传教。
1926年8月20日，潞安府宗座代牧区代牧主教翟守仁主教辞职。1927年12月22日（47岁），教廷任命苗其秀为潞安府宗座代牧区代牧主教，领衔Vaga主教。1928年4月25日由翟守仁主教祝圣。太平洋战争爆发后，苗其秀主教与翟守仁主教被日军关押在太原。1943年7月12日在太原去世，年63岁。葬于太原西涧河公墓。